# الیکو، بخش هرجو
الیکو، بخش هرجو (به لاتین: Alliku, Harju County) یک روستا در استونی است که در دهستان سائو واقع شده‌است.